# Silvia Corzo
Silvia Milena Corzo Pinto, née à Bucaramanga, en Colombie, le 30 octobre 1973, est une avocate, journaliste et présentatrice de télévision colombienne.

## Distrinctions
- Prix national de journalisme Simón Bolívar en 2007